# Holland (Texas)
Holland es un pueblo ubicado en el condado de Bell en el estado estadounidense de Texas. En el Censo de 2010 tenía una población de 1.121 habitantes y una densidad poblacional de 243,16 personas por km².

## Geografía
Holland se encuentra ubicado en las coordenadas 30°53′19″N 97°24′4″O / 30.88861, -97.40111. Según la Oficina del Censo de los Estados Unidos, Holland tiene una superficie total de 4.61 km², de la cual 4.56 km² corresponden a tierra firme y (1.12%) 0.05 km² es agua.

## Demografía
Según el censo de 2010, había 1.121 personas residiendo en Holland. La densidad de población era de 243,16 hab./km². De los 1.121 habitantes, Holland estaba compuesto por el 76.98% blancos, el 3.75% eran afroamericanos, el 0.09% eran amerindios, el 0.45% eran asiáticos, el 0% eran isleños del Pacífico, el 13.65% eran de otras razas y el 5.08% pertenecían a dos o más razas. Del total de la población el 27.3% eran hispanos o latinos de cualquier raza.